# Адский вампир
А́дский вампи́р, или адский кальмар-вампир (лат. Vampyroteuthis infernalis), — небольшой глубоководный головоногий моллюск-детритофаг из семейства Vampyroteuthidae, выделяемый в монотипический род Vampyroteuthis, обитающий в умеренных и тропических водах мирового океана. Это единственный известный науке головоногий моллюск, проводящий всю жизнь на глубинах 400—1000 м в зоне кислородного минимума. Благодаря наличию уникальных втягивающихся чувствительных бичевидных филаментов, его выделяют в отряд вампироморфов (Vampyromorpha), имеющий общие черты как с кальмарами, так и с осьминогами.
Адский вампир является реликтовым и единственным современным видом своего отряда. Впервые описан и ошибочно отнесён к осьминогам в 1903 году немецким зоологом Карлом Хуном, изучавшим беспозвоночных.

## Внешний вид
Общая длина адского вампира — до 30 см. Студенистое тело имеет длину 15 см и в зависимости от условий освещения приобретает бархатно-чёрную, красную, фиолетовую или бурую окраску. Перепонки соединяют все восемь щупалец, каждое из которых покрыто рядами мягких игл или усиков. Присоски имеются только на концах щупалец. Прозрачные выпуклые глаза в зависимости от освещения меняют цвет (на красный или голубой), достигают в диаметре 2,5 см и являются самыми большими в пропорции к размеру тела среди всех животных.

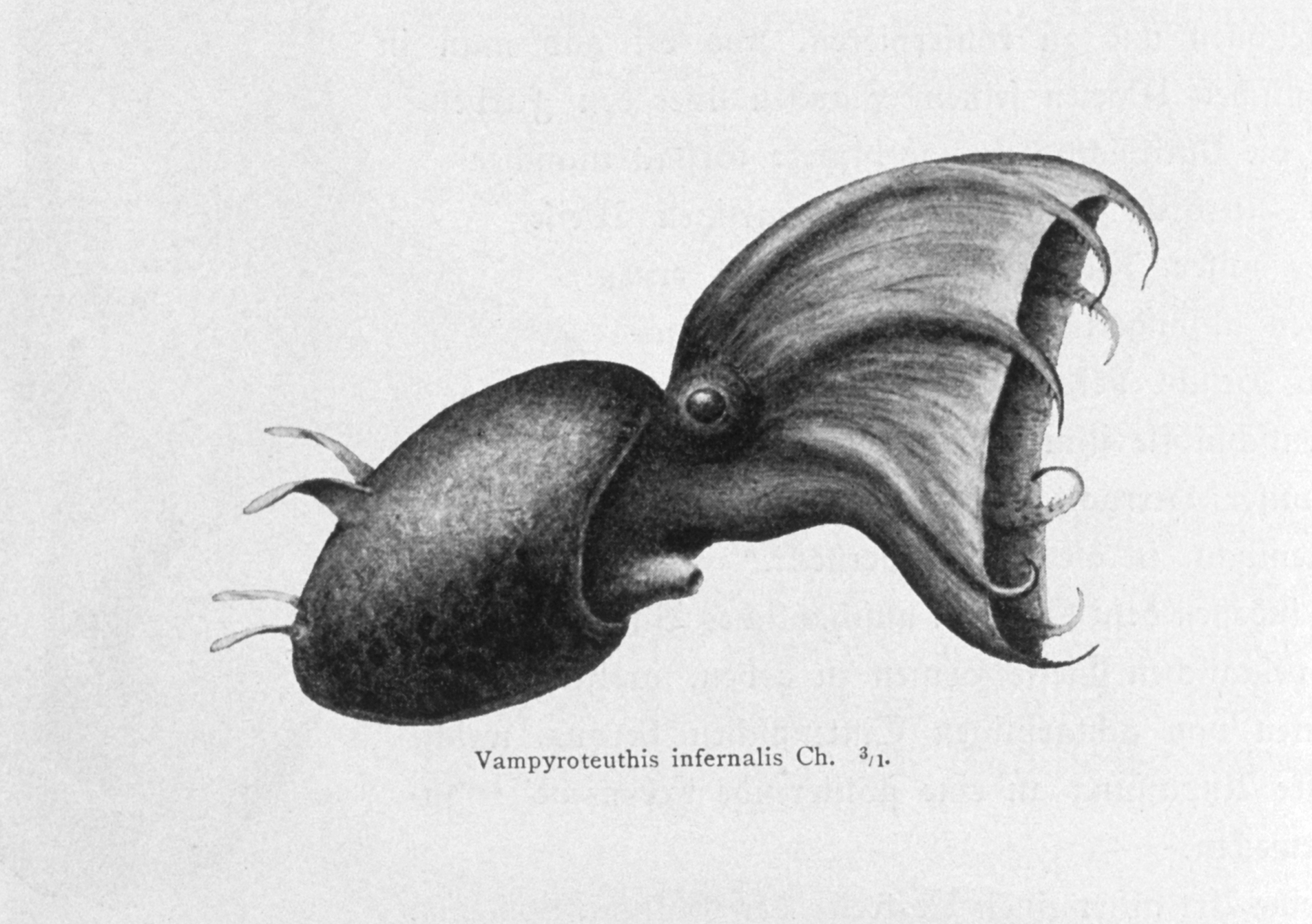
Оригинальный рисунок Карла Хуна, который первым описал вид в 1903 году

У взрослых особей имеется пара ухообразных плавников, растущих из боковых частей мантии, которые служат им основным средством передвижения: взмахи плавниками выглядят как «полёт» сквозь толщу воды. Клюв у адского вампира белого цвета. В соединительной ткани находятся две сумки, скрывающие чувствительные велярные жгутики, которые способны вытягиваться гораздо дальше щупалец и служат адскому вампиру истинными «щупальцами».
Практически вся поверхность тела моллюска покрыта органами свечения — фотофорами. Они выглядят как маленькие белые диски, увеличивающиеся на концах щупалец и у оснований плавников. Фотофоры отсутствуют только на внутренней стороне щупалец с перепонками. Адский вампир очень хорошо контролирует эти органы и способен производить дезориентирующие вспышки света длительностью от сотых долей секунды до нескольких минут. Кроме того, он может управлять яркостью и размером цветовых пятен.
Имеющиеся у большинства головоногих моллюсков хроматофоры (пигментные клетки) у адского вампира практически не развиты, так как способность резко изменять окраску тела, необходимая для головоногих, живущих на шельфе, на большой глубине и в полной темноте особой роли не играет.

## Среда обитания и адаптация
Адский вампир — редкий пример глубоководных головоногих моллюсков, обитающий, по современным данным, за пределами зоны проникновения света на глубинах 600—900 метров и более. В этой области мирового океана располагается особая среда обитания, известная как зона кислородного минимума. Здесь концентрация кислорода слишком мала, чтобы поддерживать аэробный метаболизм большинства высших организмов. Тем не менее, адский вампир может жить и нормально дышать в этой зоне при концентрации кислорода от 3 %. На это не способен ни один другой известный науке головоногий моллюск и, за редким исключением, животные других видов.
Для жизни на большой глубине в условиях высокого давления и недостатка кислорода у адского вампира сформировалось несколько важных приспособлений. Адский вампир обладает самым низким среди всех глубоководных цефалоподов уровнем обмена веществ. Содержащий медь кровяной пигмент гемоцианин, придающий крови животного голубой цвет, эффективно связывает и переносит кислород. Этому также способствует и большая площадь поверхности жабр. У адского вампира слабо развита мускулатура, но довольно совершенная система равновесия, представленная статоцистами, а плотность тела, за счёт высокого содержания в тканях аммиака, практически соответствует плотности морской воды. Это во многом позволяет сохранять с наименьшими усилиями плавучесть и обеспечивает достаточно высокую подвижность животного.
В верхней части среды обитания адского вампира вода над головой выглядит для глубоководных обитателей как небо в сумерках: их чувствительные глаза способны различить силуэты других животных, проплывающих сверху. Для защиты от обнаружения адский вампир испускает собственное голубоватое свечение (см. биолюминесценция). Свет размывает контур животного, маскируя его от взгляда сверху. Такая стратегия называется контриллюминацией. Собственные большие глаза адского вампира видят даже самое слабое мерцание. Пара фоторецепторов, расположенных на верхней части головы, возможно, предупреждают адского вампира о движении сверху.
Как и у других глубоководных головоногих моллюсков, у адского вампира нет чернильного мешка. В случае угрозы он вместо чернил выпускает из кончиков щупалец липкое облако биолюминесцентной слизи, содержащей бесчисленные голубые светящиеся шарики. Световая завеса, длящаяся до 10 минут, должна предположительно ошеломить хищника и дать адскому вампиру возможность скрыться в темноте, не уплывая далеко. Этот метод защиты применяется только в случае крайней опасности, так как регенерация слизи требует больших энергетических затрат.

## Развитие
Об онтогенезе адского вампира известно немного. В процессе развития они проходят три морфологические формы: самые молодые особи имеют одну пару плавников, в промежуточной форме животные отращивают новую пару и, наконец, у взрослых особей первая пара плавников дегенерирует и опять остаётся одна пара. По мере роста животного отношение площади поверхности к объёму тела падает, и плавники меняют размер и расположение для достижения оптимального способа перемещения. Молодые особи используют для движения в основном реактивную струю, в то время как взрослые особи предпочитают использовать плавники. Такой уникальный онтогенез привёл к тому, что в прошлом различные формы животного принимались за разные виды отдельных семейств.
Если можно провести параллели с другими глубоководными головоногими моллюсками, адский вампир, вероятнее всего, размножается редко, откладывая небольшое количество крупных яиц. Рост замедлен из-за недостатка питательных веществ на глубинах, характерных для области обитания животного. Из-за огромного объёма среды обитания и редкости популяции встреча двух особей с целью размножения становится случайным событием. Самка может долгое время хранить сперматофоры, гидравлически имплантированные самцом, прежде чем она будет готова оплодотворить яйца. После оплодотворения она может вынашивать их до 400 дней, пока не вылупится молодь. Ближе к её появлению самка перестаёт есть и вскоре после этого умирает.
Молодь, размер которой составляет порядка 8 мм в длину, представляет собой практически полностью сформировавшиеся миниатюрные копии взрослых особей. Они прозрачные, у них ещё нет перепонок между щупальцами, глаза меньшего размера, а жгутики не полностью сформированы. Некоторое, не определённое пока время молодь, прежде чем начнёт питаться, живёт на богатых внутренних запасах питательных веществ. Молодые особи часто встречаются на больших глубинах, где, предположительно, питаются органическими остатками, падающими из верхних слоёв океана.

## Поведение
Всё, что известно до настоящего времени о поведении адского вампира, получено из случайных столкновений с автоматическими глубоководными аппаратами. При поимке животные часто получают травмы и способны жить в аквариуме не более двух месяцев. Кроме того, в искусственных условиях трудно получить достоверную информацию о необоронительном поведении.
По имеющимся наблюдениям, адские вампиры дрейфуют вместе с глубоководными течениями, выпустив длинные велярные жгутики. Если жгутики приходят в соприкосновение с каким-либо объектом или ощущают внешнюю вибрацию, животные приходят в возбуждение, совершая быстрые хаотические движения. Они способны плыть со скоростью до двух длин тела в секунду, ускоряясь примерно на пять секунд. Их слабые мышцы, однако, существенно ограничивают выносливость.
Головоногие моллюски, живущие в более гостеприимных условиях, могут позволить себе большие энергетические затраты на длительные ускорения. В отличие от них, адскому вампиру пришлось выработать другие, энергосберегающие методы уклонения от хищников. Чтобы затруднить охоту, они применяют упоминавшиеся ранее биолюминесцентные «фейерверки» в сочетании с извивающимися светящимися щупальцами и непредсказуемыми хаотичными траекториями движения.
В защитной позе, так называемой «позе тыквы», адский вампир выворачивает щупальца с перепонками наизнанку, закрывая тело, и принимает визуально более крупную форму с выставленными наружу угрожающими иглами. Внутренняя поверхность щупалец с перепонками пигментирована и практически полностью скрывает фотофоры. Светящиеся кончики щупалец сведены вместе гораздо выше головы, отводя атаку от жизненно важных частей тела. Если хищник откусит кончик щупальца, животное отрастит его снова.
Адские вампиры питаются детритом. Более подробные исследования анатомии длинных выростов-филаментов позволили понять, как питается адский вампир. Эти выросты покрыты липкими волосками, и, когда моллюск держит их на плаву, на них налипают частицы детрита, мелкие ракообразные, личинки моллюсков и икра рыб. Затем он счищает то, что налипло, с помощью главных щупалец, которые образуют плащ, и запаковывает пищевые частицы в слизь. После чего остаётся лишь проглотить получившийся слизистый комок.

## Генетика
Молекулярная генетика
- Депонированные нуклеотидные последовательности в базе данных EntrezNucleotide, GenBank, NCBI, США: 30 (по состоянию на 19 февраля 2015).
- Депонированные последовательности белков в базе данных EntrezProtein, GenBank, NCBI, США: 41 (по состоянию на 19 февраля 2015).